# Pęckowo (powiat czarnkowsko-trzcianecki)
Pęckowo – wieś w Polsce, położona w województwie wielkopolskim, w powiecie czarnkowsko-trzcianeckim, w gminie Drawsko.

## Integralne części wsi
| SIMC    | Nazwa | Rodzaj    |
| ------- | ----- | --------- |
| 1015989 | Plany | część wsi |

## Nazwa
Miejscowość pierwotnie związana była z Wielkopolską. Ma metrykę średniowieczną i istnieje co najmniej od połowy XV wieku. Wymieniona w łacińskim dokumencie z 1458 „Panczkowo”, 1475 „Parczkow”, 1510 „Paczkowo”, 1564-1565 „Peczkowo, Peczkowo”, 1595 „Penczkowo”.
Słownik geograficzny Królestwa Polskiego wymienia cztery kolejne: Pęczków, Pęczkowo, zgermanizowaną Penskowo oraz błędną Paskowo.

## Historia
Miejscowość była początkowo wsią królewską leżącą w dobrach wieleńskich, tzw. królewszczyzną należącą do królów polskich. Później stała się wsią szlachecką należącą do lokalnej szlachty wielkopolskiej z rodu Szamotulskich, Górków herbu Łodzia, Czarnkowskich. W 1508 leżała w powiecie poznańskim Korony Królestwa Polskiego, w parafii Wieleń.
Pierwszymi właścicielami wsi byli Szamotulscy. W 1469 biskup poznański Andrzej Bniński ze względu na prośbę oraz zasługi kasztelana poznańskiego i starosty generalnego Wielkopolski Piotra z Szamotuł odnowił spalony przywilej dla kapeli śpiewaków św. Trójcy w kolegiacie św. Stanisława w Szamotułach w sprawie nadanych im dziesięcin z Jastrowia koło Szamotuł, Samołęża, Pęckowa koło Wielenia oraz Wrzeszczyny. W 1475 papież Sykstus IV na prośbę Andrzeja Szamotulskiego zatwierdził wspomnianą darowiznę.
W 1510 Pęckowo znajdowało się w posiadaniu wojewody poznańskiego Andrzeja z Szamotuł. W 1515 król polski Zygmunt I Stary nadał kasztelanowi poznańskiemu Łukaszowi z Górki zamek Wieleń wraz z miastami Wieleń i Wronki oraz z okolicznymi wsiami, w tym m.in. z Pęckowem. W latach 1564–1565 dobra królewskie Wieleń, a w tym także Pęckowo, znajdowały się w posiadaniu starosty kolskiego Stanisława z Górki. W 1595 Piotr Czarnkowski sprzedał z zastrzeżeniem prawa odkupu Chrystianowi margrabiemu brandenburskiemu dobra Wieleń, w tym m.in. wieś Pęckowo, za 25 000 złotych.
W 1523 przy okazji sprawy sądowej imiennie odnotowani zostali kmiecie z Pęckowa: Jan Bieszek i Mikołaj Glądaj, a także karczmarz pęckowski Jan. Wszyscy byli poddanymi kasztelana poznańskiego Łukasza z Górki. Sprawa dotyczyła wymuszenia rozbójniczego, którego chłopi ci stali się ofiarami. Kiedy jechali drogą publiczną na targ do Sierakowa, faktor ze wsi Chojna należącej do Ostrorogów zabrał każdemu z nich parę koni, wóz oraz beczkę smoły. Sąd ziemski wyraził zgodę, aby woźny dokonał w Chojnie koło Wronek obciążenia po 3 grzywny na rzecz każdego poszkodowanego.
Miejscowość odnotowano również w historycznych rejestrach poborowych. W 1510 w Pęckowie odnotowano 15 kmieci. od których pobierano dziesięcinę czyli wiardunki dziesiętne na rzecz kolegiaty w Szamotułach. Pleban wieleński pobierał od 15 kmieci po dwa korce żyta oraz po dwa korce owsa, a także meszne po połowie grosza od dwóch kmieci oraz denar na św. Piotra.
W 1563 ze wsi płacono pobór podatków z jednego łana sołeckiego oraz 3 karczm. Do Pęckowa należał młyn wodny zwany „Zawada” o jednym wodnym kole. W latach 1564–1565 przeprowadzono lustrację dóbr królewskich Wieleń dzięki czemu zachował się także opis XVI wiecznego Pęckowa. Miejscowy sołtys płacił 16 groszy z łąki, ogrodu oraz karczmy i zobowiązany był do posługi konnej dla zamku wieleńskiego. We wsi na 11 śladach gospodarowało 11 kmieci, którzy płacili po 24 grosze oraz w naturze dawali po dwie kury i po 30 jaj. Jeden ślad opuszczony uprawiał kmieć, który zwolniony był z opłat. Po upływie 4 lat wolnizny miał płacić tak jak pozostali. Kolejny jeden ślad opuszczony zarósł. W Pęckowie było także dwóch karczmarzy, którzy mieli ogrody, trochę ziemi i łąkę. Od tego wszystkiego płacili po 21 groszy. Dwóch zagrodników, którzy odrabiali pańszczyznę dla zamku wieleńskiego. Pleban wieleński miał we wsi jeden ślad, z którego płacił 6 groszy wojennego. W okolicy były opuszczone barcie. Miejscowość była także lokalnym ośrodkiem smolarskim. W omawianych latach wyrobiono 12,5 kłody smoły z 4 dołów, od czego zapłacono podatki po 6 groszy od dołu oraz po 3 gr od kłody. Do Pęckowa należał także tartak zwany „Piła” obecnie to sąsiednia wieś Piłka. W czasie lustracji stwierdzono, że dochód z tej wsi dla polskiego króla wynosi 14 złotych 9 groszy oraz 15 denarów. W 1580 Pęckowo znajdowało się w posiadaniu kasztelana międzyrzeckiego Andrzeja z Górki, który zapłacił pobór podatkowy od 6 półłanków, jednego zagrodnika, jednego kołodzieja oraz jednego półłanka karczmarskiego.
W 1580 leżała w Koronie Królestwa Polskiego i należała do ówczesnego kasztelana rezydującego na zamku międzyrzeckim. Wieś ma zabudowę zwartą oraz układ wielodrożnicy.
Do czasu rozbiorów leżała w Rzeczypospolitej Obojga Narodów. Wskutek II rozbioru Polski w 1793 r., miejscowość przeszła pod władanie Prus i jak cała Wielkopolska znalazła się w zaborze pruskim. Pod koniec XIX wieku jako wieś Pęczków leżącą w powiecie czarnkowskim odnotował miejscowość XIX wieczny Słownik geograficzny Królestwa Polskiego. Liczyła ona wówczas 94 domy oraz 964 mieszkańców w tym 923 katolików, 31 protestantów oraz 10 izraelitów.
Po powstaniu wielkopolskim wraz z całą Wielkopolską znalazła się w granicach II RP. W 1909 r. urodził się tu Józef Noji – olimpijczyk, wielokrotny mistrz Polski w biegach długodystansowych okresu międzywojennego, największy krajowy rywal Janusza Kusocińskiego, zamordowany 25 stycznia 1943 w Oświęcimiu, gdzie znalazł się za dwukrotną odmowę podpisania Volkslisty oraz działalność w polskim podziemiu niepodległościowym. Dziś odbywają się tu biegi im. Józefa Noji. Rodzinę Nojów odnotowano już w 1638. Nazwisko może się wywodzić z języka niemieckiego – neu (nowy osadnik).
W latach 1975–1998 miejscowość administracyjnie należała do województwa pilskiego.

## Zabytki
Zachowane stare budynki – najstarsze z początku XIX wieku. Kościół św. Ignacego Loyoli z 1909, rozbudowany w latach 1984–1986. Krzyż i kamienie pamiątkowe o charakterze patriotycznym z 1998. Kapliczka z Chrystusem Frasobliwym odtworzona w 1995 (poprzednią zniszczyli naziści w 1941). Figura św. Jana Nepomucena odbudowana w 1983. Na cmentarzu grób nieznanego żołnierza poległego w 1945 i figura upamiętniająca Józefa Karczewskiego (1914-1945) zamordowanego w Oranienburgu w czasie II wojny światowej.